# Susie Searches
Susie Searches és una pel·lícula britànico-estatunidenca de misteri i thriller del 2022 escrita per William Day-Frank i Sophie Kargman, dirigida per Kargman i protagonitzada per Kiersey Clemons, Alex Wolff i Jim Gaffigan. Representa el debut com a directora de Kargman i està basat en el seu curtmetratge homònim del 2020. S'ha doblat i subtitulat al català.
La pel·lícula es va estrenar al Festival Internacional de Cinema de Toronto el 9 de setembre de 2022. El febrer de 2023 es va anunciar que Vertical havia adquirit els drets de distribució de la pel·lícula a Amèrica del Nord. La pel·lícula es va estrenar als cinemes el 28 de juliol de 2023.